# Julie von Egloffstein
Julie von Egloffstein (12 de setembro de 1792 - 16 de janeiro de 1869) foi uma artista alemã, incentivada em seu trabalho por Johann Wolfgang von Goethe..

## Biografia
Ela nasceu em Erlangen, filha de Gottfried Friedrich Leopold Graf von und zu Egloffstein e sua esposa Henriette.
Ela foi uma das mulheres mais bonitas e talentosas da corte de Weimar, e muitos dos poemas de Goethe testemunham o vivo interesse que ele teve em seu desenvolvimento artístico. Ela pintou vários retratos, incluindo os da Grã-Duquesa de Saxe-Weimar e da Rainha Teresa da Baviera.